# حرامزاده‌های خون‌آشام
حرامزاده‌های خون‌آشام (انگلیسی: Bloodsucking Bastards) یا خون‌آشام‌های لعنتی فیلم کمدی ترسناک آمریکایی محصول سال ۲۰۱۵ به کارگردانی برایان جیمز اوکانل است. فیلم‌نامهٔ این فیلم توسط رایان میتس و گروه کمدی اوکانل به نام داکتر گاد نوشته شده است. از بازیگران این فیلم می‌توان به فران کرانتس و پدرو پاسکال اشاره کرد. این فیلم در ۴ سپتامبر ۲۰۱۵ به صورت محدود اکران شد و از طریق پلتفرم ویدئو به‌درخواست اسکریم فکتوری نیز در دسترس قرار گرفت.

## انتشار
حرامزاده‌های خون‌آشام برای نخستین بار به‌عنوان فیلم افتتاحیه جشنواره بین‌المللی فیلم اسلم دنس ۲۰۱۵ در پارک سیتی، یوتا، ایالات متحده به نمایش درآمد. مدت کوتاهی پس از اعلام این خبر، شرکت اسکریم فکتوری حق پخش فیلم را به دست آورد. این فیلم سپس در ۱۱ آوریل ۲۰۱۵ در جشنواره فیلم ساراسوتا و در ۱ مه ۲۰۱۵ در رویداد تگزاس فرایت‌مر ویکند نیز اکران شد. حرامزاده‌های خون‌آشام سرانجام در ۴ سپتامبر ۲۰۱۵ به‌صورت اکران محدود و از طریق ویدئو به‌درخواست منتشر شد.